# Ергард Лоретан
Ергард Лоретан (нім. Erhard Loretan}; 28 квітня 1959 — 28 квітня 2011) — швейцарський альпініст, підкорювач всіх 14 восьмитисячників світу.
Сходженнями в горах почав займатися у 11-річному віці. Його першим значним альпіністським досягненням стало підкорення 4 роками пізніше вершини Дольденгорн (3645 м), якої досягнув важким скелястим шляхом, що пролягав східним ребром. В 1981 р. став гірським провідником. Роком пізніше вперше стояв на вершині восьмитисячника, яким став Нанга Парбат. Протягом 13 років здобув Корону Гімалаїв і Каракоруму, ставши в 1995 р. третім в історії (після  Райнхольда Месснера (Reinhold Messner) і  Єжи Кукучки (Jerzy Kukuczka)) гімалаїстом, що досяг цього.
Був одним серед перших, хто почав застосовувати у висогорних сходженнях так званий альпійський стиль, коли невеличка група альпіністів до мінімуму обмежує використання будь-якого приладдя і час, потрібний для підкорення вершини. Крім того не користувався кисневими балонами. Власне у такому стилі Лоретан підкорив усі високі гори.
В грудні 2002 р. пережив особисту трагедію, мимоволі спричинивши смерть свого 7-місячного сина.
У день свого 52-річчя, Лоретан як провідник, здійснював сходження з клієнтом на гору Грюгорн (4043). З невідомих причин альпініст кинувся у прірву. Загинув на місці.

## Історія здобуття Корони Гімалаїв і Каракоруму
1. 1982 — Нанга Парбат
2. 1983 — Гашербрум II
3. 1983 — Гашербрум I
4. 1983 — Броуд-пік
5. 1984 — Манаслу
6. 1984 — Аннапурна
7. 1985 — Дхаулагірі
8. 1985 — К2
9. 1986 — Еверест
10. 1990 — Чо-Ойю
11. 1990 — Шишабангма
12. 1991 — Макалу
13. 1994 — Лхоцзе
14. 1995 — Канченджанга

## Ресурси Інтернету
- [Архівовано 1 січня 2009 у Wayback Machine.] Сторінка в Інтернеті